# Joseph Schröter
Joseph Schröter (n. 14 martie 1837, Patschkau – d. 12 decembrie 1894, Breslau) a fost un medic, medic militar în rang de colonel, bacteriolog, botanist, ficolog, foarte renumit micolog precum profesor universitar german. El a fost primul care a descris Salmonella typhi, bacteria care provoacă febra tifoidă. Abrevierea numelui său în cărți științifice este J.Schröt..

## Biografie

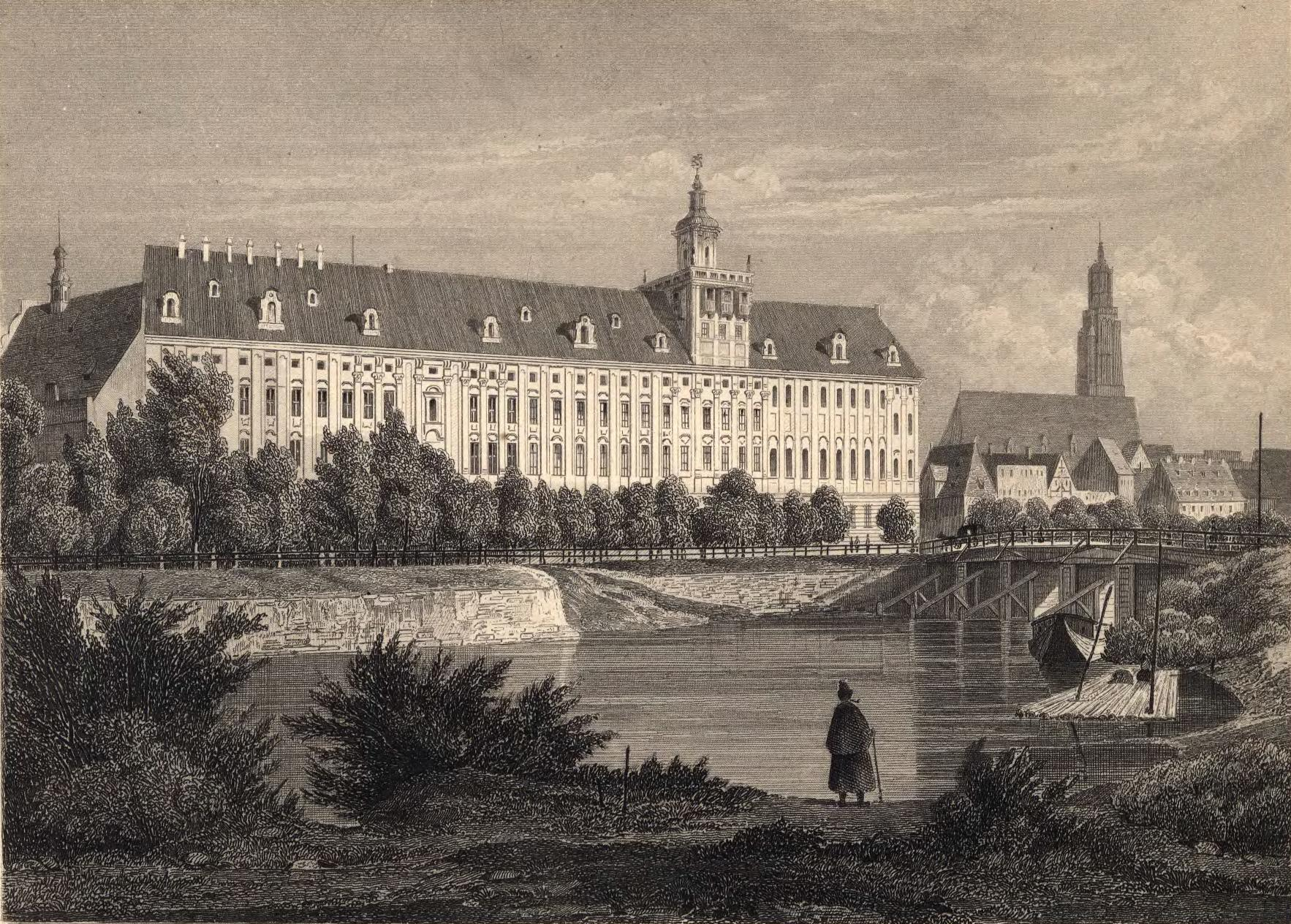
Universitatea din Breslau, sec. XIX

Joseph, fiul unui farmacist din Patschkau, a fost interesat deja ca elev de vegetația înconjurătoare și a obținut o bună cunoaștere a plantelor cu flori native. A absolvit liceele din Breslau și Glatz. După bacalaureatul luat în 1855, a început să studieze medicina la Universitatea din Breslau, dar deja în primăvara anului următor s-a înscris la „Academia Friedrich Wilhelm” din Berlin care a fost proiectată pentru pregătirea medicilor militari. La academie a urmărit și cu mult interes cursurile științific-descriptive, predate de Johannes Müller în fiziologie, Anton August Heinrich Lichtenstein în anatomia comparativă, dar în special cel al lui Alexandru Braun despre botanică. În acest timp a devenit membru al frăției studențești Berliner Burschenschaft Normannia. În ziua de 5 decembrie 1859 a obținut titlul de doctor med. cu teza De paralysi cerebri progressiva.

### Cariera militară
Imediat după promovare, Schröter a intrat în serviciul armatei prusace ca medic de asistență la al 8-lea Regiment Renan Infanterie nr. 70 din Saarlouis. Ulterior, Schröter a fost  transferat la Brigada de Artilerie Renană din Jülich, și în sfârșit la al 2-lea Regiment Renan Infanterie nr. 28 din Aachen. 
În 1865, Schröter a fost numit Stabsarzt (medic de stat major) și de batalion cu rangul de căpitan în Regimentul 3 Grenadieri de Gardă „Regina Elisabeta” din Breslau. În această funcție a luat parte la Războiul austro-prusac din 1866, apoi la  Războiul franco-german din 1870. După război, în 1871, unitatea sa a fost staționată la Spandau, și Schröter a fost avansat la gradul de maior ca  Oberstabsarzt (medic de stat major superior) de clasa a 2-a. Un an mai târziu a căpătat funcția de medic de regiment în Regimentul 1 Oberschlesische Infanterie nr. 22 din Rastatt, iar, în 1880, în Regimentul 6 Artilerie de Câmp din Silezia la Breslau. În anul 1883 a fost numit Oberstabsarzt de clasa primă (medic militar de stat major superior) și avansat la gradul de colonel. Dar, pentru a avea mai mult timp pentru studiile sale științifice, a părăsit armata în 1892.

### Omul de știință

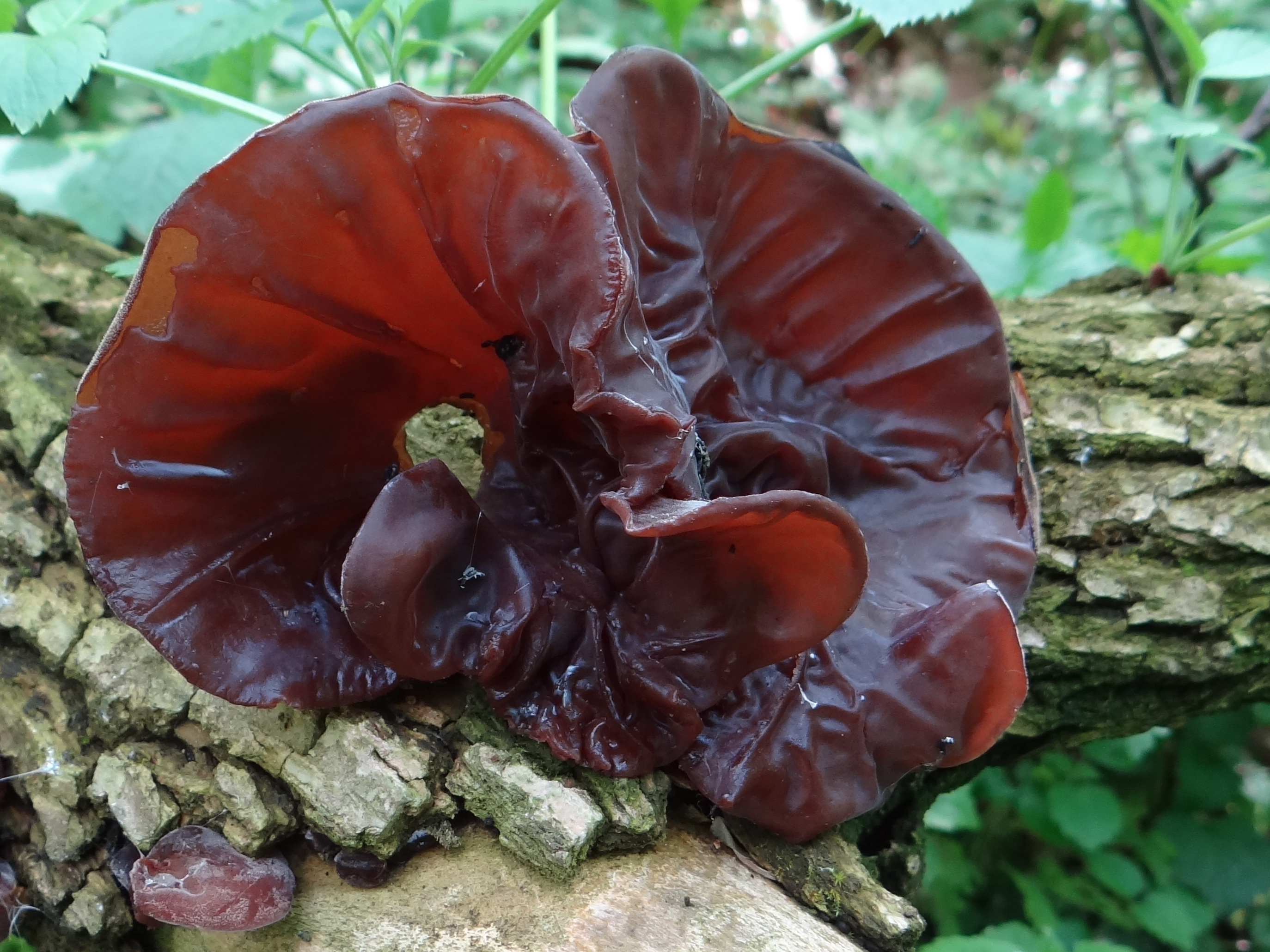
Auricularia auricula-judae

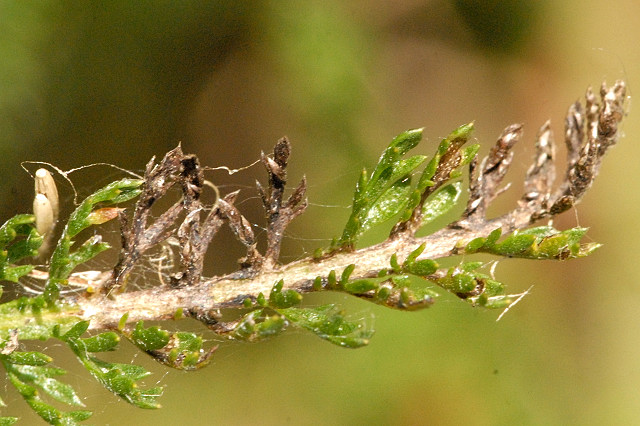
Entyloma achilleae pe Achillea

Schröter a combinat serviciul său mereu cu studiul florei din regiune. Astfel s-a găsit un manuscris în succesiunea sa din 1863, care se ocupă cu flora din districtul Jülich.
După ce a fost transferat la Breslau în 1865, sa alăturat imediat renumitului savant Ferdinand Cohn care a fondat (și condus) „Institutul de Fiziologie a Plantelor” al Universității din Breslau în 1866. De atunci, Schröter și-a desfășurat acolo cercetările sale micologice: În același timp a studiat pe numeroase excursii bureții în natură referitor la dezvoltarea și comportamentul lor biologic, dând astfel un puternic stimulent pentru cercetarea intensivă a florei fungide din Silezia. Astfel, ca urmare a cercetărilor sale, a publicat mai întâi ancheta privind genul Synchytrium, în care a explicat dezvoltarea exactă a multor specii cunoscute dar și noi ale lui, cu toate agenți patogeni ai plantelor. Pe baza acestei descrieri a creat subgenul Chrysochytrium (1869). În același an a publicat, împreună cu W. G. Schneider un nomenclator a familiilor fungide Chytridiaceae, Mucoraceae, Peronosporaceae și Saprolegniaceae, urmat, în 1870, de directorul privind familiile Uredineae și Ustilagineae. În același timp și-a publicat cercetările despre putregaiul de rădăcini al Pandaneae-lor în grădina botanică din Breslau. În plus față de aceste investigații, a participat în laboratorul lui Cohn la studiile efectuate asupra bacteriilor.
Deși a determinat un număr de familii precum multe genuri și specii de ciuperci, preponderent foarte mici, ruginoase, de putregai, a descris de asemenea soiuri bine cunoscute de culegători, ca de exemplu Auricularia auricula-judae, Clavulina cinerea, Clavulina coralloides, Hypholoma marginatum sau Verpa bohemica precum cu descrierea familiei fungide Cantharellaceae. Mai departe  a observat trufele din Baden, a descris speciile otravitoare ale genului Russula (1881, vezi mai jos) și s-a ocupat intensiv cu posibilitățile de cultivare ale speciei Pleurotus ostreatus. 
Dar această simbioză între medic militar și savant în laboratorul lui Cohn a fost sfârșită brusc din cauza izbucniri Războiului franco-german, iar după terminarea acestuia, nu s-a înapoiat la Breslau, fiind transferat mai întâi la Spandau (1871), apoi la Rastatt, unde a servit până în 1880. 

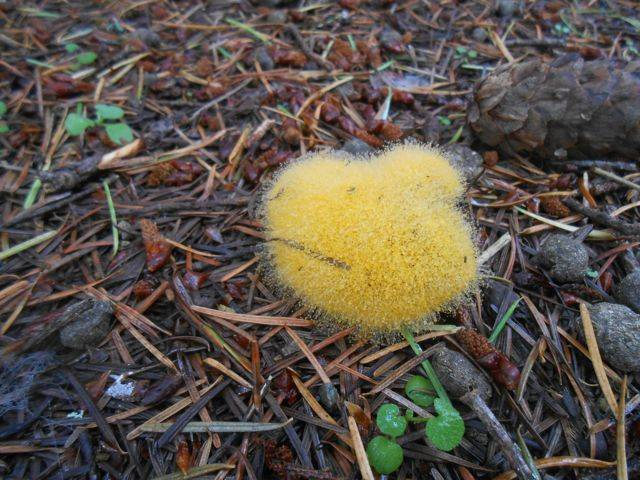
Dicranophora fulva

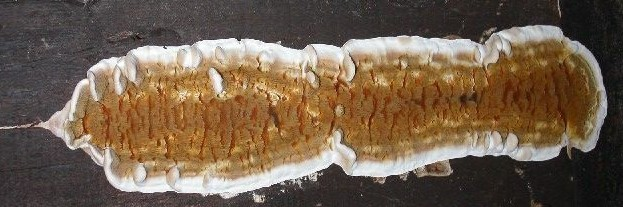
Serpula lacrymans

La Rastatt, Schröter și-a continuat studiile micologice cu zel. A început acolo rapoartele despre  ciuperci și forma de bacterii Schizomycetes. Tot acolo a urmărit apariția noului imigrant Puccinia malvacearum, fiind primul care a observat aparența soiului în Germania, mai departe dezvoltarea Uredineae-lor în culturi precum observarea formele lor de apariției după infectare. Datorită acestor descoperiri, au apărut, până în 1880, o serie de lucrări importante în care se ocupă cu heteroecia (=când un parazit necesită cel puțin două gazde: gazda primară este gazda în care parazitul își petrece viața adultă, cealaltă este gazda secundară. Atât gazda primară cât și o gazdă alternativă independentă sunt necesare pentru completarea ciclului de viață.) mai multor specii, de exemplu: Uromyces dactylidis cu Aecidium (pe specii de Ranunculus, Puccinia sylvatica cu Aecidium tarazaci sau Uromyces pisi cu Aecidium euphorbiae. În plus a descris dezvoltarea exactă a multor specii, de exemplu, dezvoltarea și distincția genului Melampsorella și distincția exactă a speciilor din familia Uredineae care apar pe plante gazdă înrudite (de exemplu Leguminosae, Ranunculaceae, Umbellifereae, Carices sau Gramineae). A publicat și studii importante asupra Peronosporaceae-lor găsite în Rastatt, printre care sunt de menționat descoperirea soiului Peronospora obducens care apare pe răsadurile lui Impatiens Noli tangere și amplasarea speciilor de genul Sclerospora care trăiește în Setaria. Printre Gasteromycetes a studiat în special genul Tulostoma, a cărui construcție și dezvoltare a prezentat-o într-un tratat din 1876. De mare importanță au fost de asemenea observațiile sale asupra unor Ustilagineae în care a înregistrat și ilustrat în special germinarea sporilor multor specii ale acestei familii și a introdus specii noi, în special în genul Entyloma.
Savantul a fost primul care a descris Salmonella typhi, bacteria ca bacillus thyphi care provoacă febra tifoidă.

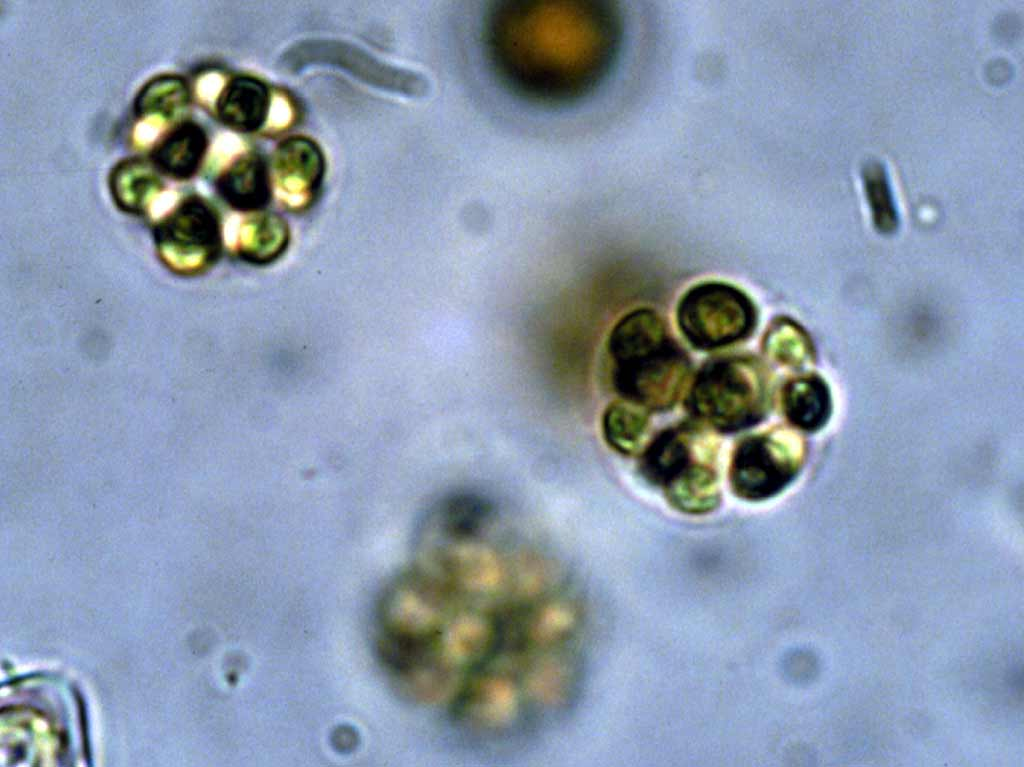
Sphaerocystis schroeteri

Atunci când, în 1875, publicarea florei criptogamelor din Silezia a fost aprobată de către prezidiul al Schlesische Gesellscbaft für vaterländische Cultur („Societatea Sileziană pentru Cultura Patriotică”) cu ocazia aniversării a 50 de ani de la abilitarea renumitului om de știință și profesor universitar Heinrich Göppert (1800-1884), prelucrarea marii opere Die Pilze Schlesiens („ Ciupercile Sileziei”) nu a putut fi dată în mâini mai bune ca cele a lui Schröter care a preluat această sarcină, dedicându-se ei cu mare conștiință până la sfârșitul vieții sale. Din păcate, nu izbutit să o realizeze complet.
În 1880, după multe cereri, a izbuti să fie retransferat la Breslau, unde și-a reluat imediat studiile micologice în laboratorul lui Cohn și herbarul universitar. El a examinat mai întâi plantele colectate în 1856 de Max Ernst Wichura (1817-1866) în Laponia Suedeză asupra năpădirii cu ciuperci parazitare și saprofite și a făcut observații generale despre distribuția geografică a bureților. În același an a fost rugat să compileze și să prelucreze otrăvirile din Silezia cauzate prin consumul de ciuperci toxice. În 1881 a dat un scurt raport preliminar, în timp ce lucrarea detaliată a apărut în 1883 în Breslauer ärztlichen Zeitschrift („Jurnalul medical breslauean”). De asemenea,  savantul a continuat întotdeauna cercetarea monografică a grupurilor fungide individuale și dezvoltarea lor. A continuat cercetarea despre Chytridiaceae, după care a fondat ulterior genul Urophlyctis, de verificat în Schlesische Pilzflora, deoarece a descoperit și specii noi din această înrudire. O privire de ansamblu a pomilor fructiferi, a legumelor și a plantelor de grădină dăunătoare și a lezării pe care fiecare dintre ciuperci le provoacă plantelor gazdă a urmat în 1882. 
Dar Schröter nu a fost numai micolog ci și algolog (ficolog). Astfel a făcut și studii exhaustive despre algele din Silezia, iar rezultatul cu contribuții noi și importante a apărut în Algenkunde von Schlesien din 1883, în care a identificat multe specii de alge și locații noi sub aspect geografic.
În 1886 a abilitat la facultatea de medicină a Universității din Breslau și a fost angajat drept docent, iar în 1890 numit profesor universitar de medicină și botanică. În această funcție a predat cu prioritate cursuri în bacteriologie și micologie, oferind de asemenea multe exerciți practice în excursii.
În vara anului 1894, Schröter a efectuat o călătorie de cercetare în Asia Mică. El a vizitat Ciprul și a petrecut mult timp în Cilicia și Munții Taurus. Acolo a fost atacat de malarie. După ce s-a întors la Breslau, a avut convulsii recurente. El a murit, în urma unui nou atac foarte grav, brusc și în mod neașteptat pe 12 decembrie 1894. Astfel multe dintre proiectele sale au rămas neterminate.
Referințe pentru biografie

## Specii descrise în onoarea lui Schröter (selecție)
- Kytococcus schroeteri Karsten Becker, Peter Schumann  și alții (2002)
- Parasola schroeteri P.Karst. (1879)
- Physoderma schroeteri Krieg. (1896)
- Prototrichia schroeteri Meyl. (1921)
- Puccinia schroeteri Pass. (1898)
- Sphaerocystis schroeteri Chodat (1897)

## Onoruri militare
- Ordinul Coroanei Prusiei de clasa a 4-a (1866)
- Ordinul al Crucii de Fier de clasa a 2-a la banda alb-neagră (1870)
- Cavaler al Ordinul Leului de Zähringen de clasa I (1874)
- Ordinul imperial german Vulturul Roșu de clasa a 3-a cu bandă (1892)

## Familii, genuri și specii de ciuperci descrise de Schröter (selecție)

### Ordin și familii
| - Monoblepharidales, ordin J.Schröt. (1893) - Ascodesmidaceae J.Schröt. (1893) - Ascoideaceae J.Schröt. (1894) - Cantharellaceae J.Schröt. (1888) - Choanephoraceae J.Schröt. (1894) - Cladochytriaceae J.Schröt. (1893) | - Endomycetaceae J.Schröt. (1893) - Exobasidiaceae J.Schröt. (1888) - Pezizales J.Schröt. (1894) - Pythiaceae J.Schröt. (1893) - Synchytriaceae J.Schröt. (1892) |

### Genuri
| - Aleurodiscus (Rabenh.) J.Schröt. (1888), Stereaceae - Amauroascus J.Schröt. (1893), Onygenaceae - Amaurodon J.Schröt. (1888), Thelephoraceae - Arachniotus J.Schröt. (1893), Gymnoascaceae - Ascocalathium (Eidam) J.Schröt. (1893), Pyronemataceae - Ceratiomyxa (Pers.) J.Schröt. (1889), Ceratiomyxidae - Clavulina J.Schröt. (1888), Clavulinaceae - Daedaleopsis J.Schröt. (1888), Polyporaceae - Dicranophora J.Schröt. (1886), Mucoraceae - Hygrophoropsis (J.Schröt.) René Maire (1929) Hygrophoropsidaceae | - Hypochnella J.Schröt. (1888), Atheliaceae - Nowakowskiella J.Schröt. (1893), Nowakowskiellaceae - Olpidium (Braun) J.Schröt. (1886), Olpidiaceae - Plasmopara J.Schröt. (1886), Peronosporaceae - Sclerospora J.Schröt. (1886), Sclerosporaceae - Sorosphaera J.Schröt. (1888), Sorosphaeraceae - Syncephalastrum J.Schröt. (1892), Syncephalastraceae - Tulasnella J.Schröt. (1888), Tulasnellaceae - Uleiella J.Schröt. (1894), Uleiellaceae - Uropyxis J.Schröt. (1881), Uropyxidaceae |

### Specii
| - Amaurodon viridis (Alb. & Schwein.) J.Schröt. (1888), Thelephoraceae - Amauroascus verrucosus (Eidam) J.Schröt. (1893), Onygenaceae - Arachniotus ruber (Tiegh.) J.Schröt. (1893), Gymnoascaceae - Ascocalathium stipitatum (Eidam) J.Schröt. (1893), Pyronemataceae - Auricularia auricula-judae, (Bull.) J. Schröt. (1888), Auriculariaceae - Clavulina cinerea (Bull.) J.Schröt. (1888), Clavulinaceae - Clavulina coralloides (Holmsk.) J.Schröt. (1888), Clavulinaceae - Clavulina rugosa (Bull.) J.Schröt. (1888), Clavulinaceae - Daedaleopsis confragosa (Bolton) J.Schröt. (1888), Polyporaceae - Dangeradiella macrospora (J.Schröt.) (Sacc.) & P.Syd. (1899), incertae sedis | - Dicranophora fulva J.Schröt. (1886), Mucoraceae - Hypholoma marginatum J.Schröt. (1889), Strophariaceae - Hypochnella violacea Auersw.) J.Schröt. (1888), Atheliaceae - Moesziomyces bullatus (J. Schröt.) Vánky (1977), Ustilaginaceae - Nowakowskiella elegans (Nowak) J.Schröt. (1893), Nowakowskiellaceae - Peronospora antirrhini (Unger) J.Schröt. (1874), Peronosporaceae - Plasmopara nivea (Unger) J.Schröt. (1886), Peronosporaceae - Plasmopara obducens (J.Schröt.) J.Schröt. (1886), Peronosporaceae - Sclerospora graminicola (Sacc.) J.Schröt. (1886), Sclerosporaceae | - Sclerospora pleiospora (J.Schröt.) Sacc. (1891) - Serpula lacrymans (Wulfen) J.Schröt. (1888), Serpulaceae - Syncephalastrum racemosum J.Schröt. (1888), Syncephalastraceae - Uleiella paradoxa J.Schröt. (1894), Uleiellaceae - Tulasnella lilacina J.Schröt. (1888), Tulasnellaceae - Trachyspora alchemillae J.Schröt. (1861), Phragmidiaceae - Uromyces striatus J.Schröt. (1870), Pucciniaceae - Uromyces viciae-fabae (Pers.) J.Schröt. (1875), Pucciniaceae - Verpa bohemica (Krombh.) J.Schröt. (1893), Morchellaceae |

## Publicații (selecție)
În următor o selecție mare a publicațiilor lui Joseph Schröter după Paul Wilhelm Magnus:
- De paralysi cerebri progressiva, disertație Berlin 1859
- Ueber die Gonidienbildung bei Fadenpilzen, în: Jahresbericht der Schlesischen Gesellschaft, Breslau 1868
- Ueber Synchytrien, în: Jahresbericht der Schlesischen Gesellschaft, Breslau 1869
- Uebersicht der in Schlesien gefundenen Pilze (Chyfridiacei, Saprolegniei, Peronosporei, Mucorinei) în: Jahresbericht der Schlesischen Gesellschaft, Breslau 1869 (împreună cu W. G. Schneider)
- Die Brand- und Rostpilze Schlesiens, în: Abhandlung der Schlesischen, Gesellschaft, Breslau 1869/1872
- Die Pflanzenparasiten aus der Gattung Synchytrium, în: Ferdinand Cohn (ed.): Beiträge zur Biologie der Pflanzen, vol. 1, partea 1, Editura J. U. Kern, Breslau 1870
- Ueber die Stammfäule der Pandaneen, în: Ferdinand Cohn (ed.): Beiträge zur Biologie der Pflanzen, vol. 1., partea 2, Editura J. U. Kern, Breslau 1871
- Ueber einige durch Bacterien gebildete Pigmente, în: Ferdinand Cohn (ed.): Beiträge zur Biologie der Pflanzen, vol. 1, partea 2,Editura J. U. Kern, Breslau 1871
- Entwickelungsgeschichte einiger Rostpilze, în: Ferdinand Cohn (ed.): Beiträge zur Biologie der Pflanzen, vol. 1, Editura J. U. Kern, Breslau 1871
- Zusammenstellung der im Breslauer botanischen Garten beobachteten Pilze, în: Jahresbericht der Schlesischen Gesellschaft, Breslau 1872
- Mittheilungen über einige schlesische Uredineen, în: Jahresbericht der Schlesischen Gesellschaft, Breslau 1872
- Bemerkungen ueber eine neue Malvenkrankheit, în jurnalul Hedwigia, 1873
- Ueber die Entwickelungsgeschichte einiger Rostpilze, în: Jahresbericht der Schlesischen Gesellschaft, Breslau 1873
- Ueber die badischen Trüffeln, în: Jahresbericht der Schlesischen Gesellschaft, Breslau 1873
- Melampsorella, eine neue Uredineen-Gattung, în jurnalul Hedwigia, 1874
- Ueber Peronospora violacea Berk. und einige verwandte Peronospora-Arten, în jurnalul Hedwigia, 1874
- Beobachtungen ueber die Zusammengehorigkeit von Aecidium Euphorbiae Pers. und Uromyces Pisi, în jurnalul Hedwigia, 1875
- Ueber einige amerikanische Uredineen, în jurnalul Hedwigia, 1875
- Ueber neue beobachtete Arten resp. Standorte von Pilzen, în: Jahresbericht der Schlesischen Gesellschaft, Breslau 1875
- Prüfung einiger Desinfectionsmittel durch Beobachtung ihre Einwirkung auf niedere Organismen, în: Jahresbericht der Schlesischen Gesellschaft, Breslau 1875
- Ueber die Entwickelung und die systematische Stellung von Tulostoma Pers., în: Ferdinand Cohn (ed.): Beiträge zur Biologie der Pflanzen, vol. 2, Editura J. U. Kern, Breslau 1877
- Bemerkungen und Beobachtungen ueber einige Ustilagineen, nebst Nachtrag dazu, în: Ferdinand Cohn (ed.): Beiträge zur Biologie der Pflanzen, vol. 2, Editura J. U. Kern, Breslau 1877
- Peronospora obducens n. sp., în jurnalul Hedwigia, 1877
- Ueber die Linde zu Neustadt am Kocher, în: Jahresbericht der Schlesischen Gesellschaft, Breslau 1878
- Ueber Puccinia Malvacearum, în: Jahresbericht der Schlesischen Gesellschaft, Breslau 1878
- Protamines graminicola, în jurnalul Hedwigia, 1879
- Weisse Heidelbeeren, în jurnalul Hedwigia, 1879
- Entwickelungsgesehichte einiger Rostpilze, în: Ferdinand Cohn (ed.): Beiträge zur Biologie der Pflanzen, vol. 3, partea 1, Editura J. U. Kern, Breslau 1880
- Ueber die Methode der Conservirung von Hymenomyceten, în: Jahresbericht der Schlesischen Gesellschaft, Breslau 1880
- Ueber die geographische Verbreitung der Pilze, în: Jahresbericht der Schlesischen Gesellschaft, Breslau 1880
- Ein Beitrag zur Kenntniss der nordischen Pilze, în: Jahresbericht der Schlesischen Gesellschaft, Breslau 1880
- Ueber Pilzvergiftungen in Schlesien, în: Jahresbericht der Schlesischen Gesellschaft, Breslau 1881
- Deutsche Trüffelarten, în: Jahresbericht der Schlesischen Gesellschaft, Breslau 1881
- Ueber die sogenannten Giftstäublinge, în: Jahresbericht der Schlesischen Gesellschaft, Breslau 1881
- Untersuchungen der Pilzgattung Physoderma, în: Jahresbericht der Schlesischen Gesellschaft, Breslau 1882, publicat și în Botanischen Centralblatt, Berlin 1882
- Ueber die Beziebungen der Pilze zum Obst-und Gartenbau, în: Jahresbericht der Schlesischen Gesellschaft, Breslau 1882
- Ueber einige von R. Fritze auf Madeira und Teneriffa gesammelte Pilze, în: Jahresbericht der Schlesischen Gesellschaft, Breslau 1883
- Neue Beiträge zur Algenkunde Scblesiens, în: Jahresbericht der Schlesischen Gesellschaft, Breslau 1883
- Bemerkungen ueber Keller- und Grubenpilze, partea I, în: Jahresbericht der Schlesischen Gesellschaft, Breslau 1883
- Ueber Demonstration der Pilze, în: Jahresbericht der Schlesischen Gesellschaft, Breslau 1883
- Ueber einen Ausflug in die Forsten des Herrn Erich v. Thielen auf Lampersdorf, în: Jahresbericht der Schlesischen Gesellschaft, Breslau 1883
- Bericht ueber Vergiftungen durch Pilze in Schlesien bis zum Jahre 1880, în: Breslauer ärztliche Zeitschrift, Breslau 1883
- Bemerkungen ueber Keller-und Grubenpilze, partea II, în: Jahresbericht der Schlesischen Gesellschaft, Breslau 1884
- Ueber die von den Herren Professoren Engler, Cohn, und ihm selbst am 10. October 1884 unternommene Excursion zur Untersuchung der Torfmoore bei Tillowitz, Ob.-Schl., în: Jahresbericht der Schlesischen Gesellschaft, Breslau 1884
- Ueber die Cultur essbarer Pilze, besonders des Austerpilzes, în: Jahresbericht der Schlesischen Gesellschaft, Breslau 1885
- Essbare Pilze und Pilzculturen in Japan, în: Jahresbericht der Schlesischen Gesellschaft, Breslau 1885
- Ueber die mykologischen Ergebnisse einer Reise nach Norwegen, în: Jahresbericht der Schlesischen Gesellschaft, Breslau 1885, publicat și în Botanischen Centralblatt, Berlin 1886
- Ueber einen von Herrn Ledien zu Vivi am Congo gesammelten Brandpilz, în: Jahresbericht der Schlesischen Gesellschaft, Breslau 1886
- Ueber die auf Hutpilzen vorkommenden Mucorineen, în: Jahresbericht der Schlesischen Gesellschaft, Breslau 1886
- Beiträge zur Kenntniss der nordischen Pilze:
  - Systematisehe Zusammenstellung der im Juli und August 1885 von mir in Nordland, Tromsö und Finnmarken in Norwegen gesammelten Pilze, în: Jahresbericht der Schlesischen Gesellschaft, Breslau 1887
  - Einige Pilze aus Labrador und West-Grönland, în: Jahresbericht der Schlesischen Gesellschaft, Breslau 1887
- Nachruf auf Dr. phil. W. G. Schneider und Hermann Kabath, în: Jahresbericht der Schlesischen Gesellschaft, Breslau 1889
- Pilze Serbiens vol. I, în jurnalul Hedwigia, 1890
- Ueber die trüffelartigen Pilze Schlesiens, în: Jahresbericht der Schlesischen Gesellschaft, Breslau 1891
- Pilzkrankheiten des Weinstocks in Schlesien, în jurnalul Hedwigia, 1892
- Ueber angeblich giftige Johannis- und Stachelbeeren, în: Jahresbericht der Schlesischen Gesellschaft, Breslau 1892
- Ueber die Bearbeitung mir zugegangener südamerikanischen Pilze, în: Jahresbericht der Schlesischen Gesellschaft, Breslau 1892
- Ueber einen in der Nähe von Grünberg (bei Friedriehshof, Kr. Krossen) gewachsenen Pilz, Polyporus frondosus, în: Jahresbericht der Schlesischen Gesellschaft, Breslau 1892
- Ueber eine Reise des Herrn E. Frank nach den Azoren und der Küste von Marokko, în: Jahresbericht der Schlesischen Gesellschaft, Breslau 1892
- Untersuchungen ueber Pachyma und Mylitta, în: Abhandlungen des naturwissenschaftlichen Vereins in Hamburg, vol. XL, Hamburg 1892 (împreună cu Ferdinand Cohn)
- Hermann Hoffmann, în: Berichte der Deutschen Botanischen Gesellscbaft, Berlin 1892 (împreună cu Egon Ihne)
- Zur Entwickelungsgeschichte der Uredineen, în: Jahresbericht der Schlesischen Gesellschaft, Breslau 1893
- Ueber einige für die Gärtnerei besonders schädliche Pilzkrankheiten, în: Mittheilungen des Schlesischen Gartenbau-Vereins, Breslau 1893